# Danske mesterskaber i atletik 1902
Danske mesterskaber i atletik 1902 var det niende Danske mesterskaber i atletik. Mesterskabet var åben for udenlandske deltagere.
| Disciplin         | Guld                                          | Sølv                                            | Bronze                                   |
| ----------------- | --------------------------------------------- | ----------------------------------------------- | ---------------------------------------- |
| 100 meter         | Johannes Gandil B 93 12.2                     | Oswald Holmberg IFK Malmö ?                     | Ernst Schultz Hellerup IK ?              |
| ¼ mile            | Harald Grønfeldt Freja København 57.0         | Otto Haug Kristiania IF 59,5                    | Carl Hansen Københavns FF ?              |
| ½ mile            | Harald Grønfeldt Freja København 2:09.4       | Christian "C" Christensen Københavns FF ?       | J. Mecklenborg Idrætsforeningen Urania ? |
| 1 mile            | Harald Grønfeldt Freja København 5:08.4       | Axel Poulsen IF Sparta ?                        | Hjalmar Mellander IFK Halmstad ?         |
| 1 dansk mil       | Christian Christensen IF Sparta 27:03.4       | Carl Petersen Freja København ?                 | S. Hanson IKF Helsingborg ?              |
| 15km cross        | Axel Poulsen IF Sparta 1:07,03                | ?                                               | ?                                        |
| 120 yards hæk     | Knut K. Stamsø [1] IFK Malmö 19.2             | C. Malmgreen IFK Malmö ?                        | ?                                        |
| 4 × 100-meter[2]  | Københavns FF                                 | B 93                                            |                                          |
| Længdespring      | Albert Theodor Jensen Københavns FF 5,51      | Niels Bernhard Løw Ordrup latin- og Realskole ? | ?                                        |
| Højdespring       | Otto Haug Kristiania IF 1,52                  | Nygaard Kristiania IF ?                         | ?                                        |
| Stangspring       | Robert Madsen Odense GF 2,70                  | P. Frederiksen Ordrup latin- og Realskole ?     | L. Hansen Odense GF ?                    |
| Kuglestød         | Charles Winckler Handelsstandens AK 9,74      | Knut K. Stamsø IFK Malmö ?                      | ?                                        |
| Diskoskast        | Charles Winckler Handelsstandens AK 29,31     | Christian Schurmann IFK Malmö ?                 | ?                                        |
| Hammerkast        | Carl Jensen Odense GF 29.42                   | Jørgen From Odense GF ?                         | Rud Jensen IF Sparta ?                   |
| Spydkast          | G. Malmgreen IFK Malmö 35,85                  | Carl Jensen Odense GF ?                         | Martin Hansen Århus 1900 ?               |
| Femkamp           | Knut K. Stamsø IFK Malmö ?                    | ?                                               | ?                                        |
| Tikamp            | Harald Grønfeldt Freja København 3943.00      | ?                                               | ?                                        |
| 1 mile gang       | Holger Kleist Københavns FF 7.29,4            | ?                                               | ?                                        |
| 1 dansk mil gang  | Valdemar Strack IF Sparta 40.22,0             | ?                                               | ?                                        |
| 5 danske mil gang | Charles Westergaard Fremad Silkeborg 3:5428,2 | ?                                               | ?                                        |
Kilde: DAF i tal

Fodnote: 
1. ↑  Knut K. Stamsø var en norsk atlet boende i Malmø.
2. ↑  "I Kolding vandt Gandil Dansk Idræts-Forbunds Mesterskab over 100 Meter, og B.93’s Hold, der bestod af Gandil, Winding, Høyer og Blaamann, løb i rekordtid dødt løb med Københavns Fodsports-Forening i 400 meter stafetløb. Omløbet fuldendte B.93 ikke paa grund af et uheld, der ramte Blaamann." Kilde:b93.dk

| Atletik | Spire Denne artikel om atletik er en spire som bør udbygges. Du er velkommen til at hjælpe Wikipedia ved at udvide den. |